# Héctor Ulloa
Pour les articles homonymes, voir Ulloa (homonymie).
 (octobre 2018).
Si vous disposez d'ouvrages ou d'articles de référence ou si vous connaissez des sites web de qualité traitant du thème abordé ici, merci de compléter l'article en donnant les références utiles à sa vérifiabilité et en les liant à la section « Notes et références ».
Héctor Horacio Ulloa Rodríguez, né le 14 juillet 1936 à La Vega (Cundinamarca) et mort le 5 octobre 2018 dans la même municipalité, est un acteur colombien.

## Biographie
Héctor Ulloa est notamment connu pour son rôle dans la série comique Don Chinche dans laquelle il interprète le personnage principal. Il a également composé Cinco centavitos, l'un des boléros les plus connus de Colombie. Il fit aussi une incursion en politique et fut député de l'Assemblée départementale du Cundinamarca.